# Cá hải hồ
Cá hải hồ, còn gọi là cá quan đao (danh pháp khoa học: Geophagus), là một chi cá trong họ Cá hoàng đế. Các loài trong chi này đều có nguồn gốc từ vùng Trung và Nam Mỹ.

## Các loài
Hiện có 31 loài được công nhận trong chi:
- Geophagus abalios López-Fernández & Taphorn, 2004
- Geophagus altifrons Heckel, 1840
- Geophagus argyrostictus S. O. Kullander, 1991
- Geophagus brachybranchus S. O. Kullander & Nijssen, 1989
- Geophagus brasiliensis (Quoy & Gaimard, 1824) (Pearl cichlid)
- Geophagus brokopondo S. O. Kullander & Nijssen, 1989
- Geophagus camopiensis Pellegrin, 1903 (Oyapock eartheater)
- Geophagus crassilabris Steindachner, 1876 (Panamanian eartheater)
- Geophagus crocatus Hauser & López-Fernández, 2013 [1]
- Geophagus dicrozoster López-Fernández & Taphorn, 2004
- Geophagus gottwaldi I. Schindler & Staeck, 2006 [2]
- Geophagus grammepareius S. O. Kullander & Taphorn, 1992
- Geophagus harreri J. P. Gosse, 1976 (Maroni eartheater)
- Geophagus iporangensis Haseman, 1911
- Geophagus itapicuruensis Haseman, 1911
- Geophagus megasema Heckel, 1840
- Geophagus mirabilis Deprá, S. O. Kullander, Pavanelli & da Graça, 2014 [3]
- Geophagus neambi Lucinda, C. A. S. de Lucena & Assis, 2010
- Geophagus obscurus (Castelnau, 1855)
- Geophagus parnaibae Staeck & I. Schindler, 2006 [4]
- Geophagus pellegrini Regan, 1912 (Yellowhump eartheater)
- Geophagus proximus (Castelnau, 1855).
- Geophagus steindachneri C. H. Eigenmann & Hildebrand, 1922 (Redhump eartheater)
- Geophagus surinamensis (Bloch, 1791) (Redstriped eartheater)
- Geophagus sveni Lucinda, C. A. S. de Lucena & Assis, 2010
- Geophagus taeniopareius S. O. Kullander & Royero-L., 1992
- Geophagus winemilleri López-Fernández & Taphorn, 2004